# Fiat Doblò
Fiat Doblò este o furgonetă și un vehicul de agrement comercializat de producătorul italian de automobile Fiat din 2000. A fost prezentat la Salonul Auto de la Paris în octombrie 2000.